# Бригсова иницијатива
Бригсова иницијатива (engl. Briggs Initiative), позната и по званичном називу Калифорнијски предлог 6 (engl. California Proposition 6), је била референдумска иницијатива на изборима у Калифорнији 7. новембра 1978. Иницијатива је предвиђала отпуштање и забрану предавања и рада у јавним школама у Калифорнији за свакога ко „заговара, намеће, охрабрује или промовише хомосексуалне активности“. Предлагач иницијативе био је конзервативни политичар Џон Бригс. Иницијатива није прошла на референдуму.

## Позадина
Позната пјевачица Анита Брајант је 1977. повела кампању за укидање локалног закона који је забрањивао дискриминацију на основу сексуалне оријентације у округу Дејд у америчкој савезној држави Флорида. Кампања Аните Брајант и њене организације Спасите нашу дјецу (engl. Save Our Children) привукла је велику медијску пажњу, а на референдуму је закон против дискриминације укинут. Велика већина (69%) бирача је гласала за укидање закона. Охрабрени резултатима овог референдума конзервативци широм САД су кренули у обарање сличних закона. Неколико савезних држава је отишло и корак даље, забранивши хомосексуалцима и лезбијкама предавање и рад у државним школама. Овакве законе донијели су Оклахома и Арканзас.

## Иницијатива
У ноћи када су објављени резултати референдума у округу Дејд, Џон Бригс је био у маси која је прослављала укидање закона против дискриминације, заједно са Анитом Брајант. Са амбицијама да постане гувернер Калифорније, а задивљен рекордном излазношћу бирача у округу Дејд, дошао је на идеју да предложи сличну мјеру и у Калифорнији. Проблем је, међутим, био тај што у Калифорнији нису постојали слични закони који су забрањивали дискриминацију на основу сексуалне оријентације, те није било ништа што би се могло оборити. Имајући то у виду предложио је закон којим ће се хомосексуалцима забранити да предају у државним школама. Свој предлог је образложио на следећи начин:
| „ | Оно што желим је уклањање оних хомосексуалних наставника, који кроз ријеч, дјело или мисао желе да буду хомосексуалци у јавности, како би увукли младу дјецу, коју је лако импресионирати, у свој начин живота. | ” |

## Кампања
У кампањи против Бригсове иницијативе, посебно се истакао геј активиста Харви Милк. Геј активисти су примијенили другачију стратегију од оне која је виђена у Флориди. Обилазили су домаћинства, и ишли од врата до врата, објашњавајући штетност предложене иницијативе. Неколико дана пред референдум, Роналд Реган се у једној новинској колумни изјаснио против иницијативе. Све ово је помогло да иницијатива буде одбачена на референдуму.

## Исход
Бригсова иницијатива је одбачена на референдуму 7. новембра 1978. За иницијативу је гласало 41,6% бирача, док је 58,4% било против.
Иницијатива је поражена чак и у Бригсовом округу Оранџ, упоришту конзервативизма у Калифорнији. Одбацивање Бригсове иницијативе је био први велики пораз кампање коју је започела Анита Брајант у округу Дејд, 1977.
Резултати:
- За: 2.823.293 (41,6%)
- Против: 3.969.120 (58,4%)
- Важећи гласови: 6.792.413(95,3%)
- Неважећи гласови: 339.797 (4,7%)
- Укупно: 7.132.210
- Излазност:70,41%